# Remiszew
Remiszew (prononciation [rɛˈmiʂɛf]) est un village de la gmina de Łask, du powiat de Łask, dans la voïvodie de Łódź, situé dans le centre de la Pologne.
Il se situe à environ 13 kilomètres au nord-ouest de Łask (siège de la gmina et du powiat) et 32 kilomètres à l'ouest de Łódź (capitale de la voïvodie).
Sa population s'élevait à 106 habitants en 2006.

## Administration
De 1975 à 1998, le village était attaché administrativement à l'ancienne voïvodie de Sieradz.

Depuis 1999, il fait partie de la nouvelle voïvodie de Łódź.